# Olonets
Olonets (russisk: Олонец, tr. Olonets; karelsk: Aunus eller Anuksenlinnu; finsk: Aunus) er en by i Republikken Karelija i Den Russiske Føderation. Byen ligger ved floden Olonka, øst for Ladoga, og har 7.631(2023) indbyggere. Olonets anses for at være en af Karelens historiske byer, og i 1999 fejrede byen sit 350-års jubilæum.

## Historie
Olonets er den ældste dokumenterede bosættelse i Karelen, nævnt i kilder fra Novgorod så tidligt som 1137. Byens historie er uklar til 1649, da en fæstning blev bygget der for at beskytte Storfyrstedømmet Moskva mod svenskerne. Samme år fik Olonets bystatus. Frem til den store nordiske krig udviklede Olonets sig som et ledende marked for russisk handel med Sverige. Syd for byen strakte der sig et bælte med befæstede klostre, hvoraf Aleksandro-Svirskij klosteret var det vigtigste.
I løbet af 1700-tallet ændrede Olonets' betydning fra handelsby til et jernindustrielt center med blandt andet skibsværft. I 1773 blev byen hovedstad i Olonets guvernement. 11 år senere blev den regionale hovedstad imidlertid flyttet til Petrosavodsk, og Olonets begyndte at gå tilbage.

### Okkuperet af finske tropper 1919-1920
I foråret og forsommeren 1919 foretog en gruppe på ca 3.000 frivillige patriotiske finske styrker en befrielsesekspedition til området. Aunus-ekspeditionen var en af de så kaldte Frændefolkskrige (finsk heimosodat), som involverede det nyligt selvstændige Finland og de nærliggende regioner, hvor østersøfinske sprog blev talt. Formålet var at annektere Porajärvi til Finland. I fredsforhandlingerne med Russiske SFSR i 1920, der resulterede i Freden i Tartu, opgav Finland sine krav på området mod til gengæld at få Petsamo.
Den karelske ekspedition var en lignende men mindre hjælpeaktion af frivillige tropper fra Finland i 1921-1922 efter, at Fredsaftalen i Tartu var blevet indgået.

### Okkuperet af finske tropper 1941-1944
Under fortsættelseskrigens indledning den 5. september 1941 okkuperede finske tropper Olonets og byens navn ændredes til Aunus. Et post- og telegrafkontor etableredes på stedet den 1. oktober 1941, som tillige var udgivelsesdagen for den første østkarelske frimærker, sort overtryk på brugsserie II, der blev udgivet af den finske militærforvaltning, der styrede Østkarelen.
Den østkarelske militærforvaltning ændrede den 1. april 1943 navnet på byen til Aunuksenlinna. Imidlertid gav Mannerheim gav ordre til, at Østkarelen skulle rømmes den 16. juni 1944 efter at Den Røde Hær den 12. juni var ankommet til det Karelske næs og post- og telegrafkontoret i byen blev lukket den 21. juni 1944. Den 25. juni 1944 blev Olonets indtaget af Den Røde Hær.

## Karelsk befolkningsflertal
Olonets er den eneste by i republikken, hvor karelere er i flertal.
| Etnisk sammensætning ved folketællingen 2002 |       |       |
| Nationalitet                                 | Antal | %     |
| Karelere                                     | 5827  | 58 %  |
| Russere                                      | 3720  | 37 %  |
| Hviderussere                                 | 211   | 2 %   |
| Ukrainere                                    | 157   | 1,5 % |
| Finner                                       | 126   | 1,3 % |

## Galleri
- Parti fra Olonets.